# 因陀羅
因陀羅（Indra，/ˈɪndrə/）是印度教中的提婆和Svarga之王。 他與天空、閃電、天氣、雷聲、風暴、雨水、河流和戰爭有關。
因陀羅是《梨俱吠陀》中被提及最多的神祇。 他因其作為秩序之神的地位而受讚譽，並殺死阻礙人類繁榮和幸福的弗栗多。因陀羅消滅了弗栗多和他的“欺騙勢力”，從而帶來了雨水和陽光，成為人類的拯救者。
因陀羅的重要性在後吠陀印度文學中逐漸減弱，但他仍在各種神話事件中發揮重要作用。他被描繪成一位強大的英雄。
根據《毘濕奴往世書》，因陀羅是眾神之王的稱號，它改變了每一個Manvantara，即印度教宇宙觀中的循環週期。每個Manvantara都有其因陀羅，當前Manvantara的因陀羅被稱為 Purandhara。
因陀羅也出現在佛教和耆那教神話中。在佛教傳統的輪迴教義中，因陀羅統治著備受追求的Devas領域。 然而，與後吠陀印度教文獻一樣，因陀羅也是一個被嘲弄的對象，在佛教文獻中被貶至儀式性地位，被表現為一位遭受重生的神。 在耆那教傳統中，與佛教和印度教不同，因陀羅不是眾神之王，而是居住在Svarga-Loka的超人類之王，並且是耆那教重生宇宙論的一部分。 他也與配偶舍脂一起出現，慶祝一位蒂爾丹嘉拉生命中的吉祥時刻，暗示他們虔誠地標記耆那教信徒的靈性之旅。
他大致相當於希臘神話中的宙斯或羅馬神話中的朱庇特。因陀羅的力量與其他印歐神祇類似，如奧丁、霹隆、伯庫納斯、Zalmoxis、塔拉尼斯和索爾，它們都是更大的原始印歐神話的部份。

因陀羅的肖像顯示他揮舞著他的金剛，並騎著他的Vahana愛羅婆多。 因陀羅的住所位於Svarga的首都Amaravati，儘管他也與須彌山有關。

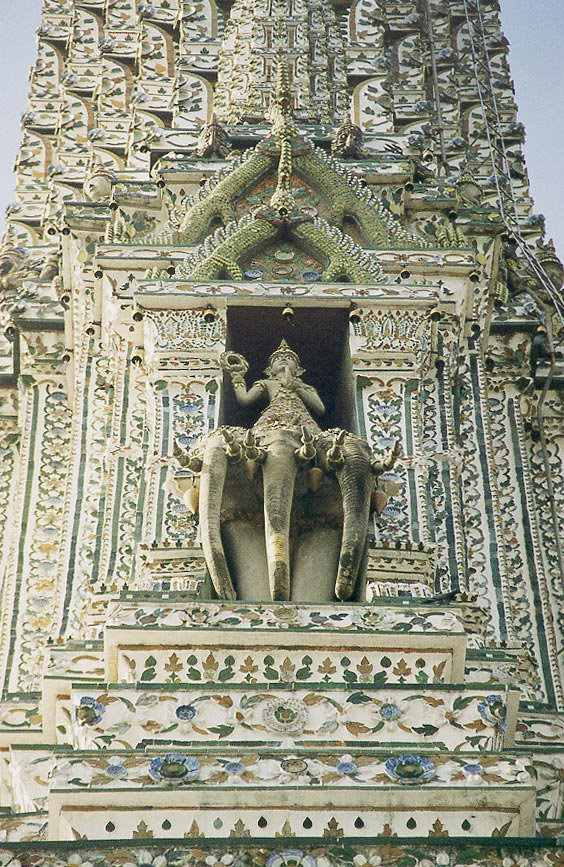
泰國郑王寺中央塔上的因陀羅像

## 名稱
「因陀羅」（इन्द्र，Indra）意為「王者」、「征服者」、「最勝者」。

## 傳說
因陀羅是女神阿底提的儿子，為阿底提耶諸神之一。他们的父亲一般认为是生主迦叶波。根據不同的傳說，他也被認為是出身阿修羅神或是提婆神。
他征服人間和魔界無數敵手，降服太陽、殺死延續季風雨的天龍弗栗多。在《梨俱吠陀》1.32記載因陀羅最廣為人知的故事：他與弗栗多的決鬥（vRtrahatya）。傳說巨蛇弗栗多阻擋了地下的水流出來，導致嚴重的旱災。因陀羅喝下三大杯祭禮中所奠蘇摩酒來提高其戰鬥能力，準備與巨蛇交戰，並用金剛杵（雷電）殺死了弗栗多和它母親檀奴，釋放被堵住的水流。他的盟友有駕雲降雨的樓陀羅（暴風神）、雙馬童以及毗濕奴。

## 現代研究
在北歐神話和祆教中可以找到類似的故事。神話比較學家普遍認為，在《波斯古經》的三頭龍阿茲達哈卡（因同為邪惡化身，後來與波斯暴君蛇王札哈克形象合而為一）被名喚費里頓的勇士所殺的故事，與因陀羅與弗栗多的情節相結合，必是古印歐人史前文化的一部分。

## 资料来源
- 《世界神话辞典》，辽宁人民出版社，ISBN 7-205-00960-X
- 《祆教史》，ISBN 7-80618-463-5
- 《梵语文学史》，金克木著，江西教育出版社，ISBN 7539231505

出處註記
1. 1 2  Bauer, Susan Wise.  1st. New York: W. W. Norton. 2007: 265. ISBN 978-0-393-05974-8.
2. ↑  Gopal, Madan. . Publication Division, Ministry of Information and Broadcasting, Government of India. 1990: 66 –Internet Archive.
3. ↑  Shaw, Jeffrey M., Ph.D.; Demy, Timothy J., Ph.D. . Google Książki. 27 March 2017. ISBN 9781610695176. [3 volumes]
4. ↑  Perry, Edward Delavan. . Journal of the American Oriental Society. 1885, 11 (1885): 121. JSTOR 592191. doi:10.2307/592191.
5. 1 2 3  Berry, Thomas. . Columbia University Press. 1996: 20–21. ISBN 978-0-231-10781-5.
6. ↑  Gonda, Jan. . Brill Archive. 1989: 3. ISBN 90-04-09139-4.
7. ↑  Griswold, Hervey de Witt. . Motilal Banarsidass. 1971: 177–180. ISBN 978-81-208-0745-7.
8. ↑  . Wisdom Library. n.d.  [14 December 2022]. （原始内容存档于2025-03-23）.
9. ↑  Roshen Dalal. . Penguin Books India. 2010: 190, 251. ISBN 978-0-14-341517-6.
10. ↑  Dutt, Manmath Nath. . : 170–173 （English）.
11. ↑  Wilson, Horace Hayman. . www.sacred-texts.com. Book III, Chapter I, pages 259–265. 1840  [2021-06-15]. （原始内容存档于2024-07-21）.
12. ↑  Gita Press Gorakhpur. . : 180–183 （Sanskrit及Hindi）.
13. ↑  . www.buddhistdoor.net.   [2019-01-18]. （原始内容存档于2024-12-04）.
14. ↑  Helen Josephine Baroni. . The Rosen Publishing Group. 2002: 153. ISBN 978-0-8239-2240-6.
15. ↑  Lisa Owen. . BRILL Academic. 2012: 25. ISBN 978-90-04-20629-8.
16. 1 2 3  Robert E. Buswell Jr.; Donald S. Lopez Jr. . Princeton University Press. 2013: 739–740. ISBN 978-1-4008-4805-8.
17. ↑  . www.britannica.com. 2024-07-24  [2024-08-04]. （原始内容存档于2025-03-27） （英语）.
18. ↑  Naomi Appleton. . Cambridge University Press. 2014: 50, 98. ISBN 978-1-139-91640-0.
19. ↑  Kristi L. Wiley. . Scarecrow Press. 2009: 99. ISBN 978-0-8108-6821-2.
20. ↑  John E. Cort. . Oxford University Press. 22 March 2001: 161–162. ISBN 978-0-19-803037-9.
21. ↑  Madan, T.N. . Oxford University Press. 2003: 81. ISBN 978-0-19-566411-9.
22. ↑  Bhattacharji, Sukumari. . Cambridge University Press. 2015: 280–281.
23. ↑  Alain Daniélou. . Inner Traditions. 1991: 108–109. ISBN 978-0-89281-354-4.
24. ↑  Wilkins, William Joseph. . Thacker, Spink & Company. 1882  [2024-08-04]. （原始内容存档于2025-01-23） （英语）.
25. ↑  《雜阿含經》卷40：「佛告比丘：『彼天帝釋於諸三十三天，為王為主。以是因緣故，彼天帝釋名因提利。』」